# (8832) Altenrath
(8832) Altenrath es un asteroide perteneciente al cinturón de asteroides descubierto el 2 de marzo de 1989 por Eric Walter Elst desde el Observatorio de La Silla, Chile.

## Designación y nombre
Altenrath se designó al principio como 1992 CF3. Se llama así en memoria de Henricus Hubertus Altenrath (1832-1892), iniciador y primer director de la "Nijverheidsschool", una conocida escuela de Amberes dedicada a la enseñanza de profesiones técnicas. Bajo su dirección, la escuela comenzó a impartir clases en flamenco, lengua poco común en aquella época. Su nombre sigue siendo honrado por la Asociación "Henric Altenrath". El descubridor ha impartido clases en esta escuela durante muchos años.

## Características orbitales
Altenrath orbita a una distancia media de 2,571 ua del Sol, pudiendo alejarse hasta 2,896 ua y acercarse hasta 2,246 ua. Tiene una excentricidad de 0,127 y una inclinación orbital de 8,597 grados. Emplea en completar una órbita alrededor del Sol 1505,54 días.
Pertenece a la familia de asteroides de (3815) Konig.

## Características físicas
La magnitud absoluta de Altenrath es 14,07. Tiene 10,765 km de diámetro y su albedo se estima en 0,032.